# Mario Reiter (Fußballspieler)
Mario Reiter (* 23. Oktober 1986 in Steyr) ist ein österreichischer Fußballspieler auf der Position eines Abwehr- und Mittelfeldspielers.

## Karriere

### Verein
Er begann seine Fußballkarriere bei seinem Heimatklub SC Ernsthofen. Nach guten Leistungen in den Amateurligen wurde er vom Bundesligisten ASKÖ Pasching verpflichtet und zeitweise an den SC Untersiebenbrunn ausgeliehen. Von Jänner 2006 bis Sommer 2008 spielte der Verteidiger beim Zweitligisten SC Schwanenstadt, ehe sich dieser in SC Magna Wiener Neustadt umbenannte und nach Niederösterreich zog.
Am 20. Mai 2012 wurde bekannt, dass Reiter zur Saison 2012/13 zur SV Ried wechselt.
Nach einem Jahr bei der SPG FC Pasching/LASK Juniors wurde er 2015 in den Profikader des LASK hochgezogen.
Im Jänner 2017 wechselte er zum Landesligisten ASKÖ Oedt. Nach zweieinhalb Jahren ging es von hier weiter zum WSC Hertha Wels in die Regionalliga Mitte, für den er es bis zum Abbruch des Spielbetriebs aufgrund der COVID-19-Pandemie auf 15 Meisterschaftseinsätze und zwei -treffer gebracht hatte. Im Sommer 2020 ging es für ihn weiter zur Union Dietach in die fünftklassige Landesliga Ost. 2021/22 schaffte er mit dem Team den Aufstieg in die OÖ Liga, in der er heute (Stand: Mai 2025) noch immer mit der Mannschaft aktiv ist.

### Nationalmannschaft
Am 24. Februar 2010 nominierte Teamchef Didi Constantini Reiter zusammen mit seinem Wr.-Neustadt-Teamkollegen Patrick Wolf für ein Länderspiel gegen Dänemark in den Kader der A-Nationalmannschaft.

## Trainertätigkeiten
Während seiner Zeit in Oedt trat er im Nachwuchsbereich seines Klubs als Co-Trainer in Erscheinung. Seit Sommer 2018 ist er im Besitz der ÖFB-D-Trainerlizenz, im Mai 2019 folgte die UEFA-C-Lizenz und im Mai 2020 die UEFA-B-Lizenz.